# اکارویک
اکارویک (به لاتین: Akkarvik) یک منطقهٔ مسکونی در نروژ است که در Skjervøy واقع شده‌است.

## خصوصیات
اکارویک ۱ متر بالاتر از سطح دریا واقع شده‌است.